# 666 Park Avenue
666 Park Avenue ist eine US-amerikanische Mysteryserie von David Wilcox und basiert auf dem gleichnamigen Roman von Gabriella Pierce. Die Serie handelt von einem jungen Pärchen, das den Job der Hausverwaltung in einem historischen Apartmentgebäude übernimmt, in dem es zu übernatürlichen Vorfällen kommt. Die Serie startete am 30. September 2012 auf dem US-amerikanischen Network ABC und wurde nach der Ausstrahlung der 13. Folge eingestellt.

## Handlung
Henry Martin und seine Freundin Jane Van Veen werden Hausverwalter in einem historischen Apartmentgebäude, welches Gavin Doran und seiner Frau Olivia gehört. Ebenfalls im Haus wohnen der Bühnenautor Brian Leonard und seine Frau, die Fotografin, Louise sowie der Portier des Gebäudes Tony DeMeo. Jedoch weiß keiner, dass sie alle einen Pakt mit dem Teufel geschlossen haben, der ihnen ihre Träume, Ziele, Wünsche und Bedürfnisse erfüllt.

## Produktion
Am 22. Januar 2010 gab der Sender ABC die Produktion einer Pilotfolge zu der Buchreihe 666 Park Avenue von Gabriella Pierce. Außerdem kündigte der Sender eine weitere Zusammenarbeit mit Alloy Entertainment an, die schon zahlreiche Buchserien zu Fernsehserien gemacht haben. David Wilcox, Leslie Morgenstern und Gina Girolamo fungieren als ausführende Produzenten. Am 11. Mai 2011 wurde bekannt, dass ABC die Serie für die Season 2012/2013 bestellt hat. Es wurden zunächst 13 Episoden geordert. Die Kulissen, in denen die Serie gedreht wird, befinden sich in den Cine Magic Riverfront Studios im New Yorker Stadtteil Brooklyn. Als der Hurrikan Sandy am 29. Oktober 2012 auf New York traf, wurden die Studios zum Teil überflutet und die Kulissen schwer beschädigt.
Im November 2012 gab ABC die Einstellung nach den produzierten 13 Episoden bekannt.

### 666 Park Avenue

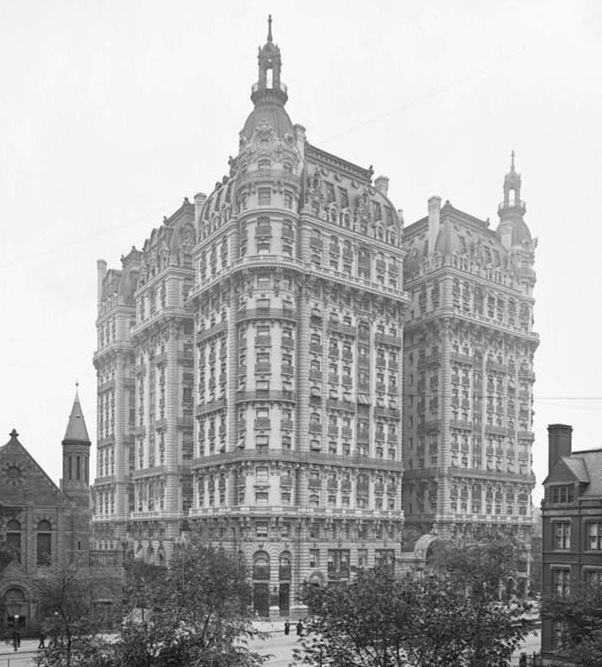
The Ansonia (1905)

Bei dem fiktiven Gebäude The Drake, welches sich an der 999 Park Avenue an der Upper East Side befindet, handelt es sich in Wirklichkeit um das The Ansonia, welches sich zwischen der 73. und 74. Straße am 2109 Broadway an der Upper West Side befindet. Neben dem Dakota zählt das Gebäude zu den geschichtsträchtigsten Appartementhäusern in Manhattan. Die Wahl des Gebäudes und dessen Umbenennung stieß auf einige Kritik. Die eigentliche Adresse des Drake, nämlich 999 Park Avenue, wäre die Kreuzung der 84. Straße mit der Park Avenue und existiert als eigenständige Adresse in New York City nicht. Allerdings handelt es sich bei 666 Avenue Park um eine reale Adresse. Es ist eine dreistöckige 27 Zimmer umfassende Maisonette-Wohnung, welche sich in einem Gebäude an der 660 Park Avenue befindet. Virginia Graham Fair, die damalige Ex-Frau des Milliardärs William Kissam Vanderbilt II ließ das Apartment beim Bau des Hauses nach ihren Vorgaben und zu einem Preis von 195.000 US-Dollar entwerfen. Sie wählte mit großer Wahrscheinlichkeit, an Anlehnung ihrer vorherigen Adresse 666 Fifth Avenue, die neue Adresse.

### Casting
Zuerst wurde die Rolle des Hausbesitzer Gavin Doran mit Terry O’Quinn besetzt. Die Hauptrollen des jungen Paares ging an Dave Annable und Rachael Taylor, die als Henry Martin und Jane Van Veen zu sehen sein werden. Am 8. März 2012 folgten Mercedes Masöhn und Robert Buckley dem Projekt. Die Rolle der Ehefrau von Gavin Olivia Doran ging an Vanessa Lynn Williams.
Nach der Serienbestellung wurde Erik Palladino vom Nebendarsteller in die Hauptbesetzung befördert. Im August 2012 wurden Aubrey Dollar, Mili Avital, Mike Doyle, Enrique Murciano und Wendy Moniz für Nebenrollen gecastet. Außerdem wurden Tessa Thompson und Nick Chinlund für Handlungsstränge verpflichtet.

## Besetzung

### Hauptbesetzung
| Rollenname     | Schauspieler/in       | Hauptrolle | Nebenrolle | Synchronsprecher/in |
| -------------- | --------------------- | ---------- | ---------- | ------------------- |
| Jane Van Veen  | Rachael Taylor        | 1–13       |            |                     |
| Henry Martin   | Dave Annable          | 1–13       |            |                     |
| Brian Leonard  | Robert Buckley        | 1–13       |            |                     |
| Nona Clark     | Samantha Logan        | 1–13       |            |                     |
| Louise Leonard | Mercedes Masöhn       | 1–13       |            |                     |
| Alexis Blume   | Helena Mattsson       | 1–13       |            |                     |
| Olivia Doran   | Vanessa Lynn Williams | 1–13       |            |                     |
| Gavin Doran    | Terry O’Quinn         | 1–13       |            |                     |
| Tony DeMeo     | Erik Palladino        | 2–13       | 1          |                     |

### Nebenbesetzung
| Rollenname         | Schauspieler/in  | Nebenrolle | Synchronsprecher/in |
| ------------------ | ---------------- | ---------- | ------------------- |
| Frank Alpern       | Mike Doyle       | 2          |                     |
| Kandinsky          | Misha Kuznetsov  | 3–13       |                     |
| Annie Morgan       | Aubrey Dollar    | 3–4        |                     |
| Ingrid Weismann    | Wendy Moniz      | 4          |                     |
| Dr. Todd Scott     | Enrique Murciano | 5–7        |                     |
| Laurel Harris      | Tessa Thompson   | 5–11       |                     |
| Victor Shaw        | Nick Chinlund    | 6–9        |                     |
| Det. Hayden Cooper | Teddy Sears      | 6–12       |                     |

### Gaststar
- Mili Avital als Danielle Tyler (Episode 2)
- Whoopi Goldberg als Maris Elder (Episode 9)

## Ausstrahlung
Vereinigte Staaten
In den Vereinigten Staaten begann die Ausstrahlung der Serie am 30. September 2012 bei ABC. Sie lief sonntags nach Once Upon a Time – Es war einmal… und Revenge. Die letzten vier Folgen der Serie wurden vom 22. Juni bis zum 13. Juli 2013 ausgestrahlt.
International
International wurde die Serie unter anderem in Kanada von Citytv und in Australien vom Sender Fox8 ausgestrahlt. In Großbritannien war die Serie bei ITV2 zu sehen.

## Episodenliste
| Nr. | Deutscher Titel | Originaltitel                    | Erstausstrahlung USA | Deutschsprachige Erstausstrahlung (—) | Regie                 | Drehbuch                                 | Zuschauer (USA) |
| --- | --------------- | -------------------------------- | -------------------- | ------------------------------------- | --------------------- | ---------------------------------------- | --------------- |
| 1   | —               | Pilot                            | 30. Sep. 2012        | —                                     | Alex Graves           | David Wilcox                             | 6,90 Mio.       |
| 2   | —               | Murmurations                     | 7. Okt. 2012         | —                                     | Robert Duncan McNeill | David Wilcox                             | 4,99 Mio.       |
| 3   | —               | The Dead Don’t Say Dead          | 14. Okt. 2012        | —                                     | Alex Zakrzewski       | Matt Miller                              | 4,82 Mio.       |
| 4   | —               | Hero Complex                     | 21. Okt. 2012        | —                                     | John Behring          | Elizabeth Craft & Sarah Fain             | 4,81 Mio.       |
| 5   | —               | A Crowd of Demons                | 28. Okt. 2012        | —                                     | Robert Duncan McNeill | Sonny Postiglione                        | 4,61 Mio.       |
| 6   | —               | Diabolic                         | 4. Nov. 2012         | —                                     | Allison Liddi-Brown   | Chris Hollier                            | 3,99 Mio.       |
| 7   | —               | Downward Spiral                  | 11. Nov. 2012        | —                                     | J. Miller Tobin       | Leigh Dana Jackson & Mimi Won Techentin  | 3,90 Mio.       |
| 8   | —               | What Ever Happened to Baby Jane? | 25. Nov. 2012        | —                                     | Dean White            | Josh Pate                                | 3,94 Mio.       |
| 9   | —               | Hypnos                           | 2. Dez. 2012         | —                                     | Stephen Cragg         | Ellen Fairey & Matthew Tabak             | 3,96 Mio.       |
| 10  | —               | The Comfort of Death             | 22. Juni 2013        | —                                     | John Terlesky         | Vincent Angell                           | 2,00 Mio.       |
| 11  | —               | Sins of the Fathers              | 29. Juni 2013        | —                                     | Omar Madha            | David Wilcox & Adria Lang                | 1,70 Mio.       |
| 12  | —               | The Elysian Fields               | 6. Juli 2013         | —                                     | Chris Misiano         | Elizabeth Craft & Sarah Fain             | 1,90 Mio.       |
| 13  | —               | Lazarus                          | 13. Juli 2013        | —                                     | Robert Duncan McNeill | Christopher Hollier & Leigh Dana Jackson | 1,50 Mio.       |